# Lherm (Alta Garonna)
Lherm è un comune francese di 3 422 abitanti situato nel dipartimento dell'Alta Garonna nella regione dell'Occitania.

## Società

### Evoluzione demografica
Abitanti censiti